# Guido Novello da Polenta
Guido Novello da Polenta (1275 circa – 1333) fu un nobile e poeta italiano, podestà della città di Ravenna dal 1316 al 1322. Viene principalmente ricordato per essere stato il mecenate di Dante Alighieri, che morì proprio a Ravenna sotto il governo di Guido Novello.

## Biografia

### Origini e famiglia
Figlio di Ostasio e nipote di Guido il Vecchio (ca. 1250-1310), esercitò la funzione pubblica in diversi comuni cispadani, fino a diventare podestà di Ravenna dal 22 giugno 1316, succedendo allo zio Lamberto, al 1322, quando fu eletto capitano del popolo a Bologna e lasciò la signoria ravennate all'arcivescovo e fratello Rinaldo da Polenta.

### Podestà di Ravenna (1316-1322)

#### Il soggiorno di Dante

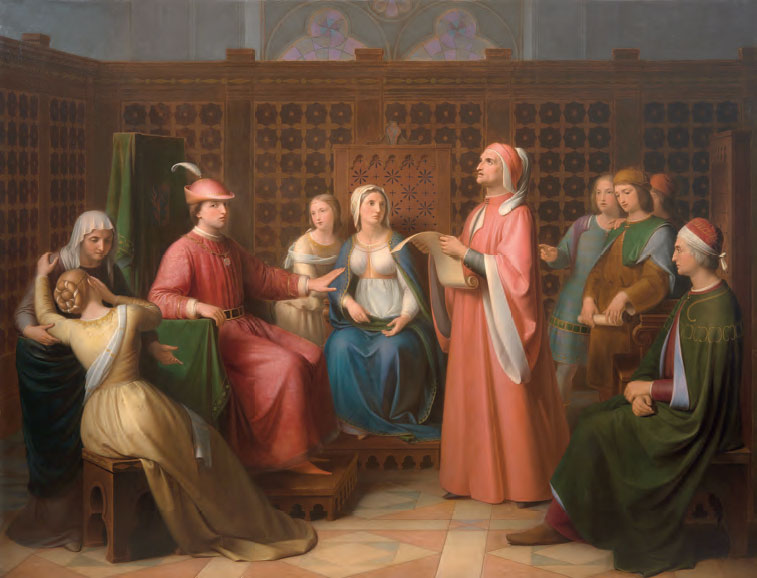
Dante alla corte di Guido Novello, Andrea Pierini

La politica di Guido fu improntata alla ricerca della pace, favorendo la nascita di un cenacolo culturale di cui lui stesso faceva parte. Fu in queste circostanze che l'esule fiorentino Dante Alighieri, verso il 1318/1319, prese residenza nella città romagnola, rimanendovi fino alla fine dei suoi giorni ed esercitando un'incisiva autorità poetica e morale tra gli intellettuali ravennati. Così Augusto Torre ritiene quali fossero i rapporti tra i due uomini:
(Torre)
Nonostante la politica pacifica, nel breve periodo in cui Guido Novello governò Ravenna, quest'ultima ebbe gravi tensioni con Venezia, dovute alla disputa sul commercio del sale. Venezia, dopo che la sua flotta fu attaccata da quella ravennate, rispose alleandosi con Forlì, città retta da quegli Ordelaffi che furono tra i primi protettori del Sommo Poeta: fu forse per questo motivo che Guido Novello decise di inviare Dante a Venezia, visti i buoni rapporti tra lui e i signori forlivesi. Dante riuscì nell'evitare lo scoppio del conflitto, ma morì ai primi del settembre 1321 dopo aver contratto la malaria nelle paludi di Comacchio. Guido Novello fu fortemente scosso per l'improvvisa scomparsa dell'illustre ospite, tanto da rendergli solenni funerali nella basilica di San Francesco.

#### La caduta
Mentre esercitava la carica di capitano del popolo a Bologna, il fratello Rinaldo fu assassinato dal cugino Ostasio I da Polenta, che si impadronì della signoria: Guido continuò a lottare per riprendere il possesso di Ravenna e vendicare così la morte del fratello, ma morì prima di riprendersi la città (1333).

### L'attività poetica
Guido Novello non fu soltanto un mecenate, ma compose lui stesso delle poesie dal sapore stilnovista, datate da Pier Giorgio Ricci come antecedenti al soggiorno ravennate di Dante. Dovette, inoltre, godere di un certo credito come letterato, se Dante allude a Guido Novello nella sua seconda ecloga come il motivo principale che gli impedisce di raggiungere Giovanni del Virgilio a Bologna.

## Discendenza
Guido Novello sposò Caterina Malabocca di Bagnacavallo ed ebbero quattro figli:
- Lamberto (?-1358)
- Ostasio (?-1366), sposò Agnese Zambrasi di Faenza
- Costanza, sposò Niccolò da Carrara
- Polentesia, sposò Malatestino Novello Malatesta